# Тунау
Тунау (нем. Tunau) — община в Германии, в земле Баден-Вюртемберг. 
Подчиняется административному округу Фрайбург. Входит в состав района Лёррах.  Население составляет 191 человек (на 31 декабря 2010 года). Занимает площадь 4,05 км².